# Västanå slott
För andra betydelser, se Västanå.
Västanå säteri är en herrgård söder om Gränna i Gränna socken i Jönköpings kommun i norra Småland.
Corps-de-logiet är en stor tvåvåningsbyggnad med högt tak. Det har ett vackert läge på ett högt bergsutsprång fyra kilometer söder om Gränna. Herrgården genomgick en grundlig restaurering 1767 av ägaren friherre Rutger Bennet (1720–1791). De gamla gavelröstena krönta med snirklar och spiror togs bort, liksom ett stort altanprytt torn på mittfasaden. Där finns släkten Gyllensvaans familjegrav. Från en dal strax väster om herrgården går en djup och trång ravin i vilken Röttleån flyter ned mot Vättern. Sedan 1948 är Västanå hotell och restaurang. Hotellet drivs av familjen von Otter.

## Historia

Huvudbyggnaden i sitt tidigare utseende. Ur Etnografiska museets bildarkiv (0779.0536).

Västanå var i mitten av 1500-talet kronojord och har till skillnad från det närbelägna Östanå herrgård (tidigare benämnd Broxvik) inte en känd medeltida historia. Den förste kände privatägaren till Västanå var Ebba Månsdotter Lilliehöök av Fårdala, som 1568 bytte till sig Västanå av kronan. Västanå ärvdes därefter av hennes dotter Elisabet Stensdotter Lewenhaupt och sedan av Elisabets son Sten Svantesson Bielke 1615. Per Brahe d.y. bytte till sig Västanå 1641 och därefter fanns ägare inom släkterna Hamilton, Klingspor och Bennet.
Från 1778 ägdes Västanå av överste Fredric Gyllensvaan, som gjorde godset till fideikommiss för sin systerson Leonard Rosenqvist af Åkershult. Det har sedan tillhört flera medlemmar av denna släkt. Alla bar enligt fideikommissbestämmelserna namnet Gyllensvaan. Åren 1928–30 genomförde ryttmästare Rolf Gyllensvaan genomgripande reparationer. Den tredje våningen togs bort och slottet fick sitt nuvarande utseende. Rolf Gyllensvaan lät under åren 1932–39 också uppföra värdshuset Gyllene Uttern på den norra sidan om Röttleåns dalgång. Fideikommisset upphörde 1967, efter det att den siste fideikommissarien ryttmästare Rolf Gyllensvaan (född von Otter) avlidit.